# Jüdischer Friedhof (Werther (Westf.))

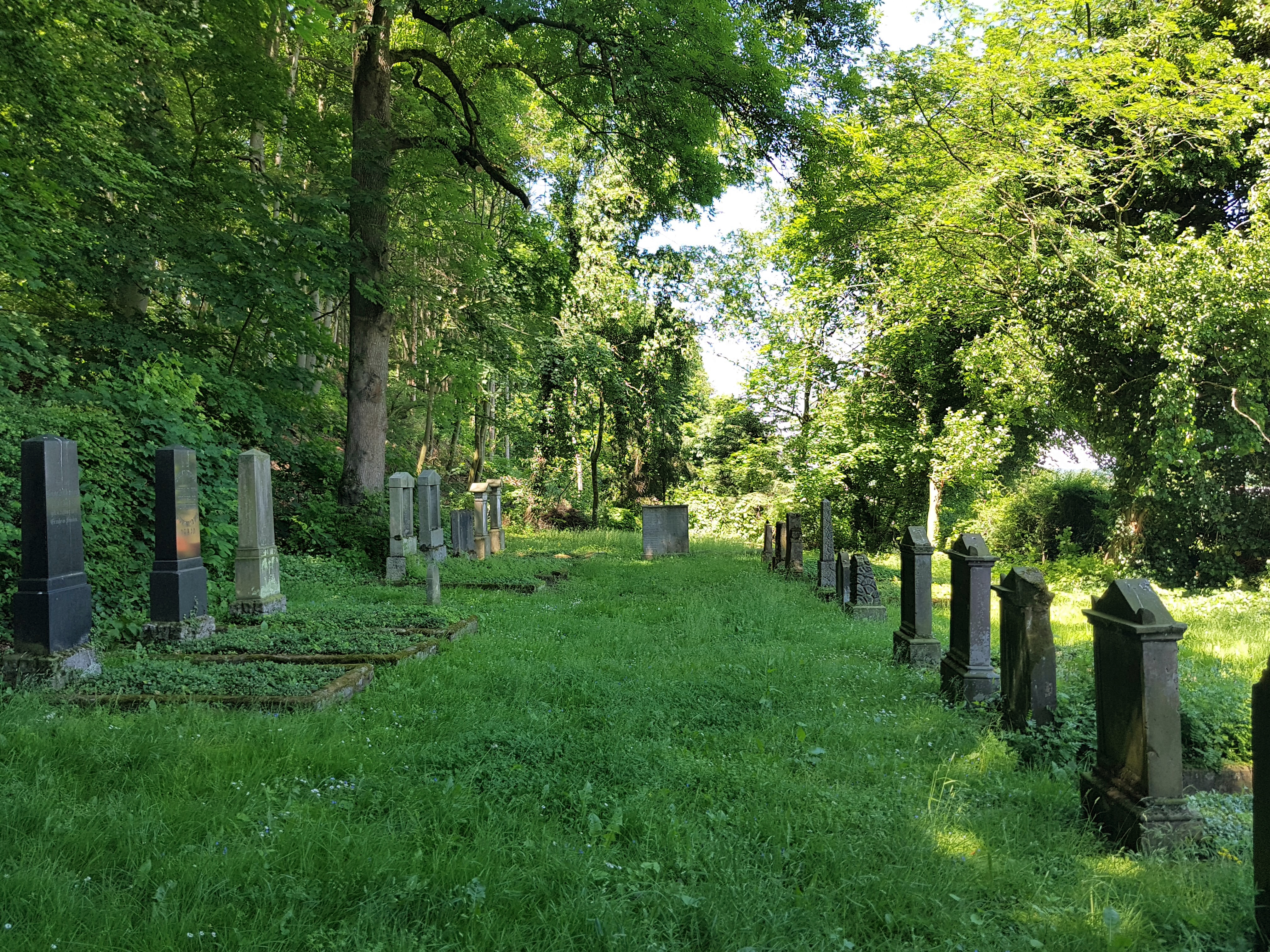
Jüdischer Friedhof in Werther (Westfalen)

Der Jüdische Friedhof Werther (Westf.) befindet sich in der Stadt Werther (Westf.) im Kreis Gütersloh in Nordrhein-Westfalen. Das Baudenkmal ist unter der Denkmal-Nummer 29 in der Liste der Baudenkmäler in Werther (Westf.) eingetragen.
Der jüdische Friedhof liegt an den Straßen Bergstraße / An der Egge am Osthang der Werther Egge. Auf dem Friedhof, der von 1895 bis etwa 1942 belegt wurde, sind 22 Grabsteine erhalten. Bevor die jüdische Gemeinde Werther einen eigenen Begräbnisplatz anlegen konnte, beerdigte sie ihre Toten auf dem alten Friedhof in Bielefeld und auf dem Friedhof in Halle.